# (73368) 2002 KB11
(73368) 2002 KB11 – planetoida z pasa głównego asteroid okrążająca Słońce w ciągu 5,3 lat w średniej odległości 3,04 j.a. Odkryta 16 maja 2002 roku.